# Torneo de Stuttgart
El Torneo de Stuttgart (oficialmente Boss Open) es un torneo anual de tenis masculino que se disputa en la localidad de Stuttgart, Alemania. Este evento es parte de la serie de torneos ATP 250 de la ATP (hasta 2008 pertenecía a la ATP International Series Gold). Tiene lugar en el Tennis Club Weissenhof y se celebró desde su creación en 1978 hasta 2014 sobre tierra batida, hasta que por una nueva estructuración del calendario cambió su superficie a césped desde 2015 en adelante. Torneo considerado en 4 ocasiones el mejor torneo ATP 250 entre el 1986 y 1989.
El jugador con más títulos es el español Rafael Nadal con 3 victorias en total, 2 sobre tierra batida y 1 en hierba.

## Palmarés

### Individual masculino
| Año                     | Campeón                                  | Subcampeón                               | Resultado                                |
| ----------------------- | ---------------------------------------- | ---------------------------------------- | ---------------------------------------- |
| ↓ Circuito Grand Prix ↓ |                                          |                                          |                                          |
| 1978                    | Ulrich Pinner                            | Kim Warwick                              | 6-2, 6-2, 7-6                            |
| 1979                    | Tomáš Šmíd                               | Ulrich Pinner                            | 6-4, 6-0, 6-2                            |
| 1980                    | Vitas Gerulaitis                         | Wojtek Fibak                             | 6-2, 7-5, 6-2                            |
| 1981                    | Björn Borg                               | Ivan Lendl                               | 1-6, 7-6, 6-2, 6-4                       |
| 1982                    | Ramesh Krishnan                          | Sandy Mayer                              | 5-7, 6-3, 6-3, 7-6                       |
| 1983                    | José Higueras                            | Heinz Gunthardt                          | 6-1, 6-1, 7-6                            |
| 1984                    | Henri Leconte                            | Gene Mayer                               | 7-6, 6-0, 1-6, 6-1                       |
| 1985                    | Ivan Lendl                               | Brad Gilbert                             | 6-4, 6-0                                 |
| 1986                    | Martín Jaite                             | Jonas Svensson                           | 7-5, 6-2                                 |
| 1987                    | Miloslav Mečíř                           | Jan Gunnarsson                           | 6-0, 6-2                                 |
| 1988                    | Andre Agassi                             | Andrés Gómez                             | 6-4, 6-2                                 |
| 1989                    | Martín Jaite                             | Goran Prpić                              | 6-3, 6-2                                 |
| ↓ ATP Tour 500 ↓        |                                          |                                          |                                          |
| 1990                    | Goran Ivanišević                         | Guillermo Pérez-Roldán                   | 6-7, 6-1, 6-4, 7-6                       |
| 1991                    | Michael Stich                            | Alberto Mancini                          | 1-6, 7-6(9), 6-4, 6-2                    |
| 1992                    | Andréi Medvédev                          | Wayne Ferreira                           | 6-1, 6-4, 6-7(5), 2-6, 6-1               |
| 1993                    | Magnus Gustafsson                        | Michael Stich                            | 6-3, 6-4, 3-6, 4-6, 6-4                  |
| 1994                    | Alberto Berasategui                      | Andrea Gaudenzi                          | 7-5, 6-3, 7-6(5)                         |
| 1995                    | Thomas Muster                            | Jan Apell                                | 6-2, 6-2                                 |
| 1996                    | Thomas Muster                            | Yevgueni Káfelnikov                      | 6-2, 6-2, 6-4                            |
| 1997                    | Àlex Corretja                            | Karol Kučera                             | 6-2, 7-5                                 |
| 1998                    | Gustavo Kuerten                          | Karol Kučera                             | 4-6, 6-2, 6-4                            |
| 1999                    | Magnus Norman                            | Tommy Haas                               | 6-7(6), 4-6, 7-6(7), 6-0, 6-3            |
| 2000                    | Franco Squillari                         | Gastón Gaudio                            | 6-2, 3-6, 4-6, 6-4, 6-2                  |
| 2001                    | Gustavo Kuerten                          | Guillermo Cañas                          | 6-3, 6-2, 6-4                            |
| ↓ ATP Tour 250 ↓        |                                          |                                          |                                          |
| 2002                    | Mikhail Youzhny                          | Guillermo Cañas                          | 6-3, 3-6, 3-6, 6-4, 6-4                  |
| ↓ ATP Tour 500 ↓        |                                          |                                          |                                          |
| 2003                    | Guillermo Coria                          | Tommy Robredo                            | 6-2, 6-2, 6-1                            |
| 2004                    | Guillermo Cañas                          | Gastón Gaudio                            | 5-7, 6-2, 6-0, 1-6, 6-3                  |
| 2005                    | Rafael Nadal                             | Gastón Gaudio                            | 6-3, 6-3, 6-4                            |
| 2006                    | David Ferrer                             | José Acasuso                             | 6-4, 3-6, 6-7(3), 7-5, 6-4               |
| 2007                    | Rafael Nadal                             | Stanislas Wawrinka                       | 6-4, 7-5                                 |
| 2008                    | Juan Martín del Potro                    | Richard Gasquet                          | 6-4, 7-5                                 |
| ↓ ATP Tour 250 ↓        |                                          |                                          |                                          |
| 2009                    | Jérémy Chardy                            | Victor Hănescu                           | 1-6, 6-3, 6-4                            |
| 2010                    | Albert Montañés                          | Gaël Monfils                             | 6-2, 1-2, ret.                           |
| 2011                    | Juan Carlos Ferrero                      | Pablo Andújar                            | 6-4, 6-0                                 |
| 2012                    | Janko Tipsarević                         | Juan Mónaco                              | 6-4, 5-7, 6-3                            |
| 2013                    | Fabio Fognini                            | Philipp Kohlschreiber                    | 5-7, 6-4, 6-4                            |
| 2014                    | Roberto Bautista                         | Lukáš Rosol                              | 6-3, 4-6, 6-2                            |
| 2015                    | Rafael Nadal                             | Viktor Troicki                           | 7-6(3), 6-3                              |
| 2016                    | Dominic Thiem                            | Philipp Kohlschreiber                    | 6-7(2), 6-4, 6-4                         |
| 2017                    | Lucas Pouille                            | Feliciano López                          | 4-6, 7-6(5), 6-4                         |
| 2018                    | Roger Federer                            | Milos Raonic                             | 6-4, 7-6(3)                              |
| 2019                    | Matteo Berrettini                        | Félix Auger-Aliassime                    | 6-4, 7-6(11)                             |
| 2020                    | No disputado por la pandemia de COVID-19 | No disputado por la pandemia de COVID-19 | No disputado por la pandemia de COVID-19 |
| 2021                    | Marin Čilić                              | Félix Auger-Aliassime                    | 7-6(2), 6-3                              |
| 2022                    | Matteo Berrettini                        | Andy Murray                              | 6-4, 5-7, 6-3                            |
| 2023                    | Frances Tiafoe                           | Jan-Lennard Struff                       | 4-6, 7-6(1), 7-6(8)                      |
| 2024                    | Jack Draper                              | Matteo Berrettini                        | 3-6, 7-6(5), 6-4                         |
| 2025                    | Taylor Fritz                             | Alexander Zverev                         | 6-3, 7-6(0)                              |

### Dobles masculino
| Año                     | Campeones                                | Subcampeones                             | Resultado                                |
| ----------------------- | ---------------------------------------- | ---------------------------------------- | ---------------------------------------- |
| ↓ Circuito Grand Prix ↓ |                                          |                                          |                                          |
| 1978                    | Jan Kodeš Tomáš Šmíd                     | Carlos Kirmayr Belus Prajoux             | 6-3, 7-6                                 |
| 1979                    | Colin Dowdeswell Frew McMillan           | Wojtek Fibak Pavel Složil                | 6-4, 6-2, 2-6, 6-4                       |
| 1980                    | Colin Dowdeswell Frew McMillan           | Chris Lewis John Yuill                   | 6-3, 6-4                                 |
| 1981                    | Peter McNamara Paul McNamee              | Mark Edmondson Mike Estep                | 2-6, 6-4, 7-6                            |
| 1982                    | Mark Edmondson Brian Teacher             | Andreas Maurer Wolfgang Popp             | 6-3, 6-1                                 |
| 1983                    | Anand Amritraj Mike Bauer                | Pavel Složil Tomáš Šmíd                  | 4-6, 6-3, 6-2                            |
| 1984                    | Sandy Mayer Andreas Maurer               | Fritz Buehning Ferdi Taygan              | 7-6, 6-4                                 |
| 1985                    | Ivan Lendl Tomáš Šmíd                    | Andy Kohlberg João Soares                | 3-6, 6-4, 6-2                            |
| 1986                    | Hans Gildemeister Andrés Gómez           | Mansour Bahrami Diego Pérez              | 6-4, 6-3                                 |
| 1987                    | Rick Leach Tim Pawsat                    | Mikael Pernfors Magnus Tideman           | 6-3, 6-4                                 |
| 1988                    | Sergio Casal Emilio Sánchez              | Anders Järryd Michael Mortensen          | 4-6, 6-3, 6-4                            |
| 1989                    | Petr Korda Tomáš Šmíd                    | Florin Segărceanu Cyril Suk              | 6-3, 6-4                                 |
| ↓ ATP Tour 500 ↓        |                                          |                                          |                                          |
| 1990                    | Pieter Aldrich Dannie Visser             | Per Henricsson Nicklas Utgren            | 6-4, 7-5                                 |
| 1991                    | Wally Masur Emilio Sánchez               | Omar Camporese Goran Ivanišević          | 2-6, 6-3, 6-4                            |
| 1992                    | Glenn Layendecker Byron Talbot           | Marc Rosset Javier Sánchez               | 4-6, 6-3, 6-4                            |
| 1993                    | Tom Nijssen Cyril Suk                    | Gary Muller Piet Norval                  | 3-6, 6-2, 6-3                            |
| 1994                    | Scott Melville Piet Norval               | Jacco Eltingh Paul Haarhuis              | 7-6, 6-4                                 |
| 1995                    | Tomás Carbonell Francisco Roig           | Eliis Ferreira Jan Siemerink             | 6-1, 6-7, 7-5                            |
| 1996                    | Libor Pimek Byron Talbot                 | Tomás Carbonell Francisco Roig           | 6-4, 7-6                                 |
| 1997                    | Gustavo Kuerten Fernando Meligeni        | Donald Johnson Francisco Montana         | 6-3, 6-7, 6-1                            |
| 1998                    | Olivier Delaitre Fabrice Santoro         | Joshua Eagle Jim Grabb                   | 4-6, 7-5, 6-3                            |
| 1999                    | Jaime Oncins Daniel Orsanic              | Aleksandar Kitinov Jack Waite            | 6-3, 4-6, 6-4                            |
| 2000                    | Jiri Novak David Rikl                    | Lucas Arnold Ker Donald Johnson          | 5-7, 6-2, 6-3                            |
| 2001                    | Guillermo Cañas Rainer Schuettler        | Michael Hill Jeff Tarango                | 6-4, 7-5                                 |
| ↓ ATP Tour 250 ↓        |                                          |                                          |                                          |
| 2002                    | Joshua Eagle David Rikl                  | David Adams Gastón Etlis                 | 6-3, 6-4                                 |
| ↓ ATP Tour 500 ↓        |                                          |                                          |                                          |
| 2003                    | Tomáš Cibulec Pavel Vízner               | Yevgueni Káfelnikov Kevin Ullyett        | 3-6, 6-3, 6-4                            |
| 2004                    | Jiri Novak Radek Štěpánek                | Simon Aspelin Todd Perry                 | 6-2, 6-4                                 |
| 2005                    | José Acasuso Sebastián Prieto            | Mariano Hood Tommy Robredo               | 7-6(4), 6-3                              |
| 2006                    | Gastón Gaudio Max Mirnyi                 | Yves Allegro Robert Lindstedt            | 7-5, 6-7(4), [12-10]                     |
| 2007                    | Frantisek Cermak Leoš Friedl             | Guillermo García López Fernando Verdasco | 6-4, 6-4                                 |
| 2008                    | Christopher Kas Philipp Kohlschreiber    | Michael Berrer Mischa Zverev             | 6-3, 6-4                                 |
| ↓ ATP Tour 250 ↓        |                                          |                                          |                                          |
| 2009                    | Frantisek Cermak Michal Mertinak         | Victor Hanescu Horia Tecau               | 7-5, 6-4                                 |
| 2010                    | Carlos Berlocq Eduardo Schwank           | Christopher Kas Philipp Petzschner       | 7-6(5), 7-6(6)                           |
| 2011                    | Jürgen Melzer Philipp Petzschner         | Marcel Granollers Marc López             | 6-3, 6-4                                 |
| 2012                    | Jérémy Chardy Łukasz Kubot               | Michal Mertiňák André Sá                 | 6-1, 6-3                                 |
| 2013                    | Facundo Bagnis Thomaz Bellucci           | Tomasz Bednarek Mateusz Kowalczyk        | 2-6, 6-4, [11-9]                         |
| 2014                    | Mateusz Kowalczyk Artem Sitak            | Guillermo García-López Philipp Oswald    | 2-6, 6-1, [10-7]                         |
| 2015                    | Rohan Bopanna Florin Mergea              | Alexander Peya Bruno Soares              | 5-7, 6-2, [10-7]                         |
| 2016                    | Marcus Daniell Artem Sitak               | Oliver Marach Fabrice Martin             | 6-7(4), 6-4, [10-8]                      |
| 2017                    | Jamie Murray Bruno Soares                | Oliver Marach Mate Pavić                 | 7-6(4), 5-7, [10-5]                      |
| 2018                    | Philipp Petzschner Tim Puetz             | Robert Lindstedt Marcin Matkowski        | 7-6(5), 6-3                              |
| 2019                    | John Peers Bruno Soares                  | Rohan Bopanna Denis Shapovalov           | 7-5, 6-3                                 |
| 2020                    | No disputado por la pandemia de COVID-19 | No disputado por la pandemia de COVID-19 | No disputado por la pandemia de COVID-19 |
| 2021                    | Marcelo Demoliner Santiago González      | Ariel Behar Gonzalo Escobar              | 4-6, 6-3, [10-8]                         |
| 2022                    | Hubert Hurkacz Mate Pavić                | Tim Puetz Michael Venus                  | 7-6(3), 7-6(5)                           |
| 2023                    | Nikola Mektić Mate Pavić                 | Kevin Krawietz Tim Puetz                 | 7-6(2), 6-3                              |
| 2024                    | Rafael Matos Marcelo Melo                | Julian Cash Robert Galloway              | 3-6, 6-3, [10-8]                         |
| 2025                    | Santiago González Austin Krajicek        | Alex Michelsen Rajeev Ram                | 6-4, 6-4                                 |